# Constanza Landra
Constanza María Araceli Landra (29 aprile 1982) è un'ex cestista argentina.
È la sorella di Gimena Landra.

## Carriera
Con l'Argentina ha disputato i Campionati americani del 2009.